# Окишев, Пётр Андреевич
Пётр Андре́евич О́кишев (7 июля 1931, пос. Шмаковка, Васюганский (ныне Каргасокский) район, Томская область — 9 января 2016, Томск) — советский и российский географ, геоморфолог, гляциолог. Один из крупнейших исследователей в области палеогляциологии Алтая. Доктор географических наук, профессор, действ. член Национальной Академии туризма, председатель Томского отделения РГО.

## Биография
Пётр Андреевич Окишев родился 7 июля 1931 года в посёлке Шмаковка Васюганского (сейчас Каргасокского) района Томской области. Его родители — потомственные крестьяне, перебравшиеся на сибирские земли во время Столыпинской реформы из европейской части России. Отец — Андрей Степанович (1895—1970), выходец из Вятской губернии, мать — Марина Ивановна (1897—1990), родом из Орловской губернии. На юные годы П. А. Окишева выпало тяжёлое военное и голодное послевоенное время. 
В 1948 году окончил 8 классов средней школы в с. Новый Васюган и поступил в педагогическое училище (г. Колпашево Томской области). После 3 курса, в 1951 году, был призван в армию. Три года служил на Дальнем Востоке. В 1954 году был демобилизован и вернулся в педучилище, окончил его в 1955 году. 
В 1955 году поступил в Томский госуниверситет на геолого–географический факультет на специальность «география». В 1960 году окончил университет с защитой дипломной работы по теме «Физико–географический очерк участка нижнего течения р. Чуи от р. Айгулак до р. Садаклар» (научный руководитель — ст. преп. В. П. Буров). Полевые изыскания при написании диплома в дальнейшем оказали решающую роль в его дальнейшей научной деятельности. 

## Научная и педагогическая деятельность
Получив рекомендации для поступления в аспирантуру, Пётр Андреевич в 1960 году был зачислен к профессору М. В. Тронову на кафедру метеорологии и климатологии ТГУ. В то время уже три года при кафедре работал кабинет гляциологии, впоследствии ставший Проблемной научно-исследовательской лабораторией гляциоклиматологии.
Через четыре года состоялась защита кандидатской диссертации на Объединенном межвузовском совете при Томском политехническом институте, а в 1965 году решением ВАК СССР П. А. Окишеву была присуждена степень кандидата географических наук.
Как отмечал сам Пётр Андреевич:

…в то время по согласованной международной программе проводились планетарные исследования оледенения Земли. Бассейн р. Актру в Северо-Чуйском хребте на Алтае был утвержден одним из семи репрезентативных горно-ледниковых бассейнов на территории СССР. Исследования включали как собственно гляциологические наблюдения (морфология ледников, процессы льдообразования, скорость движения, условия питания ледников и расходы льда), так и сопряженные с оледенением процессы (формирование стока талых ледниковых вод, особенности увлажнения и температурного режима в горно-ледниковом бассейне, геологическая и геоморфологическая деятельность ледников и др.). Весь этот комплекс исследований выполнялся сотрудниками кабинета гляциологии и кафедр географического отделения ГГФ под общим научным руководством профессора М. В. Тронова.
После защиты П. А. Окишеву было присвоено звание «доцент» по кафедре географии, где до этого он работал ассистентом. Параллельно с педагогической деятельностью с 1965 по 1971 год Пётр Андреевич выполнял обязанности заместителя декана факультета. В 1972 году приказом ректора ТГУ П. А. Окишев был назначен заведующим Проблемной научно-исследовательской лабораторией гляциоклиматологии (ПНИЛ ГК), а после смерти своего учителя М. В. Тронова возглавил научное руководство ПНИЛ ГК. С конца шестидесятых годов П. А. Окишев заинтересовался проблемой древнего оледенения Алтая. Разные части Алтае-Саянской горной системы уже были исследованы, но общей картины распространения древних ледников не было.
Из воспоминаний Петра Андреевича:

…полтора десятилетия потребовалось для дополнительных полевых исследований следов геолого-геоморфологической деятельности древних ледников, поиска необходимого материала для реконструкции палеогеографических условий и хронологических границ развития оледенения. Для реализации поставленной цели наряду с экспедиционными исследованиями было проведено дешифрирование аэрокосмических материалов на территорию Горного Алтая и Западной Тувы. Все это и позволило воссоздать аргументированную картину максимальных масштабов и динамики плейстоценового оледенения Алтая.
В апреле 1984 года в диссертационном Совете при Институте геологии и геофизики СО АН СССР (Новосибирск) П. А. Окишев защитил докторскую диссертацию по теме «Динамика плейстоценового оледенения Алтая». Через два года П. А. Окишеву было присвоено звание «профессор», а через год он был избран заведующим кафедрой физической географии. После распада СССР, с образованием новой страны потребовались новые идеи — и в ноябре 1997 года под руководством П. А. Окишева на геолого-географическом факультете ТГУ была создана кафедра краеведения и туризма.
За более чем сорокалетний период педагогической деятельности Пётр Андреевич читал большое количество курсов: «Геоморфология», «Гляциология и мерзлотоведение», «Основы туризмоведения». В разные периоды профессор также читал лекции по «Физико-географическому картографированию и дешифрированию аэроснимков», «Картографическому черчению», «Четвертичной геологии», «Неотектонике», «Прикладной геоморфологии» и другим дисциплинам.
Важную роль в его жизни сыграло Русское географическое общество — на первом курсе аспирантуры Пётр Андреевич подал заявку на вступление в Томское отделение РГО, а с 1988 года на протяжении четверти века являлся его бессменным руководителем. В мае 2015 года решением отчётного собрания был единогласно избран Почетным Председателем Томского областного отделения РГО.
П. А. Окишев — участник многочисленных международных, общесоюзных и российских конференций по проблемам гляциологии, четвертичной геологии и туризма:
- XV Генеральная Ассамблея международного года спокойного солнца, 1971 г. (Швейцария, Цюрих);

- XI конгресс международного союза по изучению четвертичного периода, 1982 г. (Москва);

- Международный семинар по статистике туризма, 1996 г. (Москва);

- Международный научно-практический семинар «Актуальные проблемы развития туризма на современном этапе», 1996 г. (С-Петербург);

- Международная научно-практическая конференция «Культурный туризм для мира и развития», 2000 г. (Москва);

- Международные научно-практические конференции «Возможности развития туризма Сибирского региона и сопредельных территорий», 1999, 2000, 2001 гг. (Томск);

- Всесоюзные гляциологические симпозиумы, 1965, 1968, 1972, 1976, 1980, 1984 гг.;

- Всесоюзная конференция «Четвертичная геология и первобытная археология Южной Сибири», 1986 г. (Улан-Удэ);

- VI Всесоюзное совещание по изучению четвертичного периода, 1986 г. (Кишинёв) и многие другие[1][2].

## Награды
За заслуги перед российской географической наукой Пётр Андреевич Окишев награжден нагрудным знаком «Почетный работник Высшего профессионального образования РФ» (2001 г.), памятным знаком «300 лет горно-геологической службы России» Министерства природных ресурсов РФ (1998 г.), почётными грамотами Министра общего профессионального образования РФ (1998 г.) и Государственной Думы Томской области (2001 г.). Лауреат Премии Томского государственного университета за высокие достижения в науке, образовании, литературе и искусстве по номинации «За высокие достижения в науке» в 2015 году за монографию «Рельеф и оледенение Русского Алтая» (2014 г.).
Награждён медалями:
- «За доблестный труд в Великой Отечественной войне 1941—1945 гг.» (1949);

- «За доблестный труд в ознаменование 100-летия со дня рождения В. И. Ленина» (1970);

- «30 лет Победы в Великой Отечественной войне 1941—1945 гг.» (1975);

- «40 лет Победы в Великой Отечественной войне 1941—1945 гг.» (1985);

- «Ветеран труда» (1987);

- «50 лет Победы в Великой Отечественной войне 1941—1945 гг.» (1995);

- Медаль Межведомственного геофизического комитета АН СССР «100 лет международной геофизике» (1995);

- Юбилейная медаль «70 лет Томской области» (2015);

- Медаль Д. И. Менделеева Томского Государственного Университета (2015);

- Медаль Губернатора Томской области «За достижения» (2015)[1][2].

## Научные труды
Монографии:
- Окишев П. А. Динамика оледенения Алтая в позднем плейстоцене и голоцене. — Томск: Изд–во Томск. ун–та, 1982. — 209 с.

- Окишев П. А. Рельеф и оледенение Русского Алтая. — Томск: Изд-во Том. ун-та, 2011. — 420 с. Архивная копия от 3 марта 2020 на Wayback Machine

Монографии в соавторстве:
- Чернов Г. А., Вдовин В. В., Окишев П. А., Петкевич М. В., Мистрюков А. А., Зятькова Л. К., Миляева Л. С. Рельеф Алтае–Саянской горной области. — Новосибирск: Наука, 1988. — 206 с. Архивная копия от 3 марта 2020 на Wayback Machine
- В. П. Галахов, Ю. К. Нарожнев, С. А. Никитин, П. А. Окишев, В. В. Севастьянов, Л. М. Севастьянова, Л. Н. Шантыкова В. И. Шуров. Ледники Актру. — Л.: Гидрометеоиздат, 1987. — 118 с. Архивная копия от 22 декабря 2018 на Wayback Machine
- Региональный мониторинг атмосферы. Часть 4. Природно–климатические изменения / Под общ. ред. М. В. Кабанова. — Томск: МГП «Раско», 2000. — 270 с.
- Евсеева Н. С, Окишев П. А. Экзогенные процессы рельефообразования и четвертичные отложения суши. Часть 1. — Томск: из-во ТГУ, 2010. — 298 с.
- Евсеева Н. С, Окишев П. А. Экзогенные процессы рельефообразования и четвертичные отложения суши. Часть 2. — Томск: из-во ТГУ, 2010. — 120 с.

Другие работы:
- Окишев П. А. Геоморфология и гляциология гор. Учебно–справочное пособие. — Томск: Изд–во Томск. ун–та, 1989. — 86 с.

- Окишев П. А. Терминологический справочника по геоморфологии и гляциологии гор. — Томск: Изд–во РУОП ТГУ, 1999. — 120 с.
- Окишев П. А. Горные ледники и морфоскульптура ледниковых отложений. — Томск: Издательский Дом Томского государственного университета, 2017. — 208 с.

Основные статьи:  
- «О генезисе террас в среднем течение р. Катунь» (Проблемы гляциологии Алтая, 1974),

- «Размеры и особенности позднеплейстоценового оледенения Горного Алтая» (в кн. Матер. гляц. исслед.: Хроника, обсуждения, 1977),

- «Признаки древнего оледенения и их палеогляциологическая информативность» (Вопросы географии Сибири, 1980),

- «Некоторые нерешенные вопросы происхождения высоких алтайских террас» (Вопросы географии Сибири, 1997),

- «Реконструкции «катастрофических суперпотоков» и геолого–геоморфологические реалии» (Вопросы географии Сибири, 1999),

- «Новые материалы к истории Чуйско–Курайской лимносистемы» (Вопросы географии Сибири, 2001),

- «Реконструкции «флювиальных катастроф» в горах Южной Сибири и оценка их параметров» (Гляциология Сибири, 2001)[1].